# Jenő Ruszkay-Ranzenberger
Jenő Oszkár Ruszkay-Ranzenberger (ur. Ranzenberger; ur. 1 stycznia 1887 w Budapeszcie, zm. 22 czerwca 1946 tamże) – węgierski oficer zawodowy, dowódca węgierskiego IV Korpusu Armijnego oraz XVII Korpusu Armijnego SS (węgierskiego).
W latach 1904–1907 uczył się w akademii wojskowej w Mödling. Następnie dostał przydział do 6 pułku artylerii fortecznej stacjonującego w Budapeszcie. Do 1912 r. służył w 4, a potem 12 dywizjonie ciężkich haubic. 1 listopada tego roku awansował do stopnia porucznika. W latach 1912–1914 przechodził szkolenie w Szkole Wojennej w Wiedniu, które ukończył w stopniu kapitana.
Brał udział w I wojnie światowej początkowo w Sztabie Generalnym Armii Austro-Węgierskiej, a następnie w Forcie Przemyśl jako oficer sztabowy. Po zdobyciu miasta przez wojska rosyjskie w marcu 1915 r., dostał się do niewoli. Pod koniec września 1917 r. udało mu się uciec i powrócił do służby w armii austro-węgierskiej w 16 pułku artylerii polowej. Następnie ponownie służył w Sztabie Generalnym. Był odznaczony m.in. Żelaznym Krzyżem 1 i 2 klasy.
W listopadzie 1918 r. wstąpił ochotniczo do Węgierskiej Armii Czerwonej. Jednakże rok później przyłączył się do wojsk kontrrewolucyjnych Miklosa Hothy’ego, które obaliły władzę Beli Kuna. Do 1920 r. był adiutantem w Sztabie Generalnym Honvédów, a następnie attaché wojskowym przy dowództwie białych wojsk rosyjskich gen. Piotra Wrangla. 20 sierpnia 1921 r. awansował na majora. Do 1922 r. studiował we Francji. Po powrocie na Węgry do 1937 r. pracował w ministerstwie Honvédów. W tym czasie dostał w 1925 r. awans do stopnia podpułkownika, a w 1929 r. – pułkownika. Do 1938 r. był attaché wojskowym w Ankarze w Turcji. 20 sierpnia tego roku dostał awans do stopnia generała majora.
Do 1940 r. dowodził IV Korpusem Armijnym w Peczu w stopniu generała pułkownika. Następnie pozostawał bez przydziału. Zaangażował się wówczas w działalność w środowiskach skrajnie prawicowych. 1 grudnia 1944 r. został przywrócony do służby w Sztabie Generalnym Honvédów. W pierwszych dniach lutego 1945 r. pojechał do Berlina na zaproszenie Reichsführera SS Heinricha Himmlera. Otrzymał wówczas tytuł Generalinspekteur der ungarische Waffen-Verbände der SS w stopniu SS-Obergruppenführera. 20 marca został przydzielony do formowanego XVII Korpusu Armijnego SS (węgierskiego), a 4 maja stanął na jego czele. Tego dnia poddał się wraz z dowództwem Korpusu amerykańskiej 3 Armii gen. George’a Pattona.
W październiku został przewieziony do Norymbergi, a miesiąc później przekazany władzom węgierskim jako zbrodniarz wojenny. Po procesie został skazany na karę śmierci, która została wykonana 22 czerwca 1946 r. przez rozstrzelanie.